# Val Cavargna
Le val Cavargna est une vallée de montagne italienne située dans la province de Côme. À une cinquantaine de kilomètres de Côme, la vallée s'étend dans la région des Alpes lépontines, à 600 mètres d'altitude en moyenne, entre le lac de Côme et le lac de Lugano (entre Menaggio et Porlezza).
Le val Cavargna est traversé par le Cuccio, un torrent qui  prend naissance sur les pentes du Pizzo di Gino, et se jette dans le lac de Lugano à Porlezza.
Sur son territoire se trouvent les communes de Cavargna, Cusino, San Bartolomeo Val Cavargna et San Nazzaro Val Cavargna.
Ses habitants sont appelés cavargnoni.

## Sources
- (it) Cet article est partiellement ou en totalité issu de l’article de Wikipédia en italien intitulé « Val Cavargna » (voir la liste des auteurs).